# Pistola de clavos

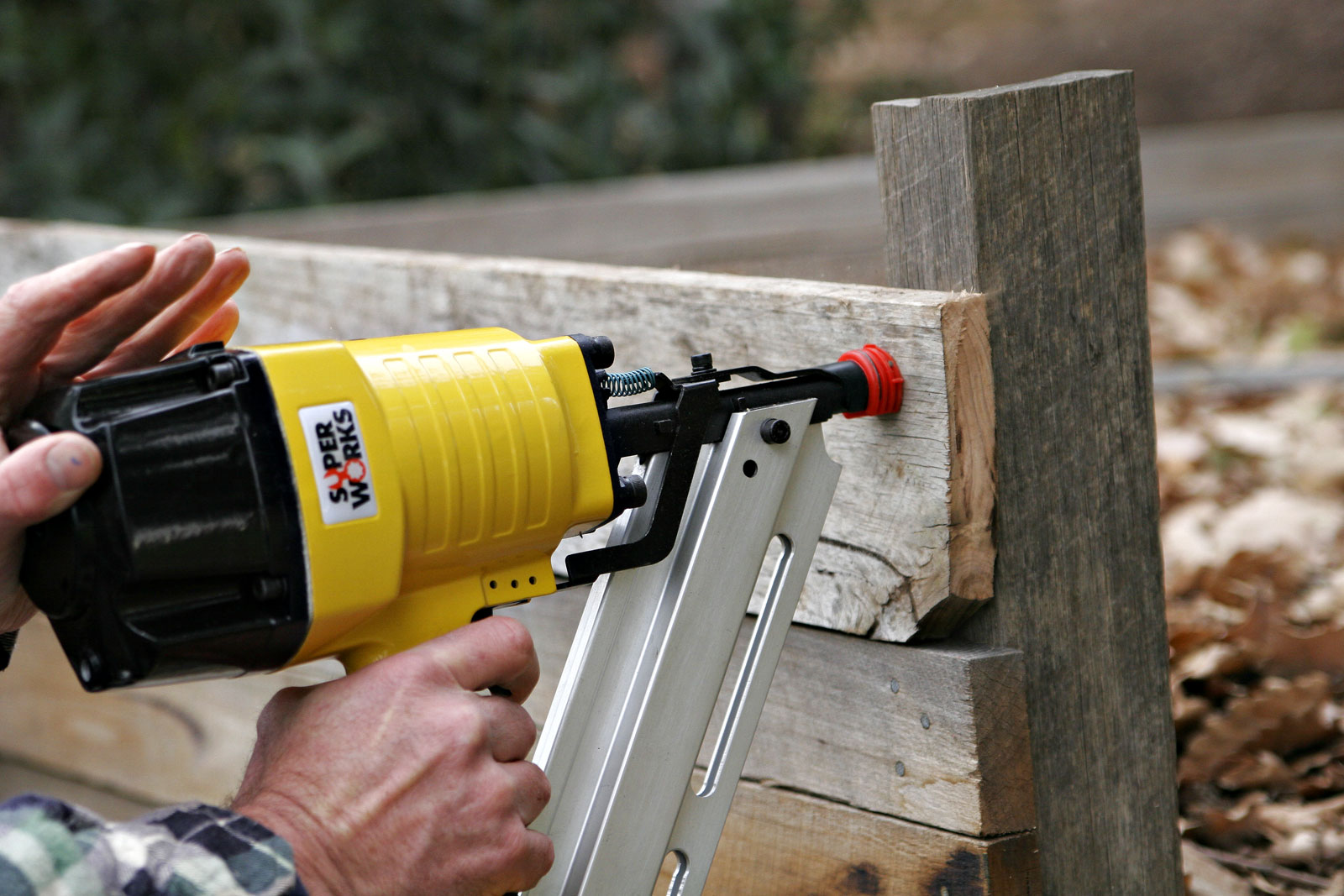
Pistola de clavos en uso.

Una pistola de clavos o clavadora es un tipo de herramienta que sirve para empujar clavos en la madera o en algún otro tipo de material. Por lo general, funcionan usualmente por electromagnetismo, aire comprimido (neumática), gases altamente inflamables como el butano o el propano, o cartuchos de fogueo en herramientas accionadas mediante pólvora. Las pistolas de clavos han sustituido en muchas formas a los martillos como herramientas de elección entre los constructores.

## Galería

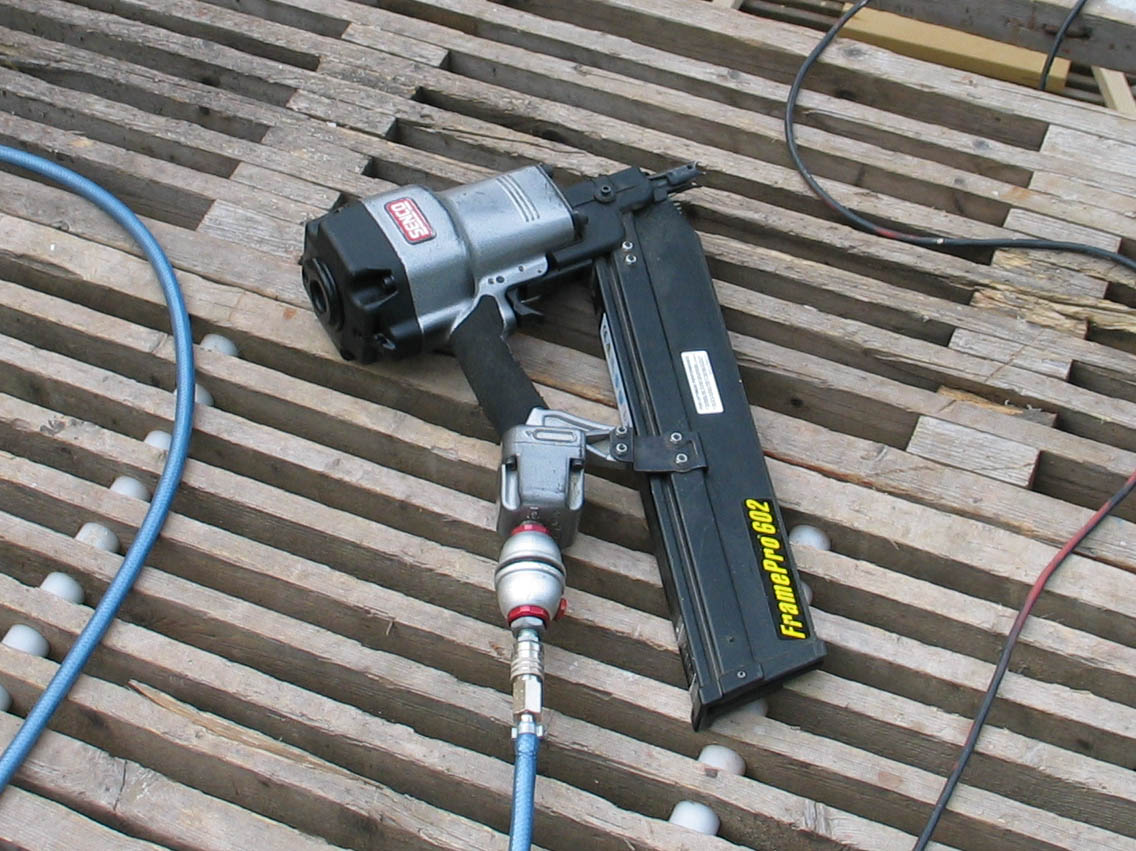
Las pistolas de clavos neumáticas requieren mangueras de aire para disparar.
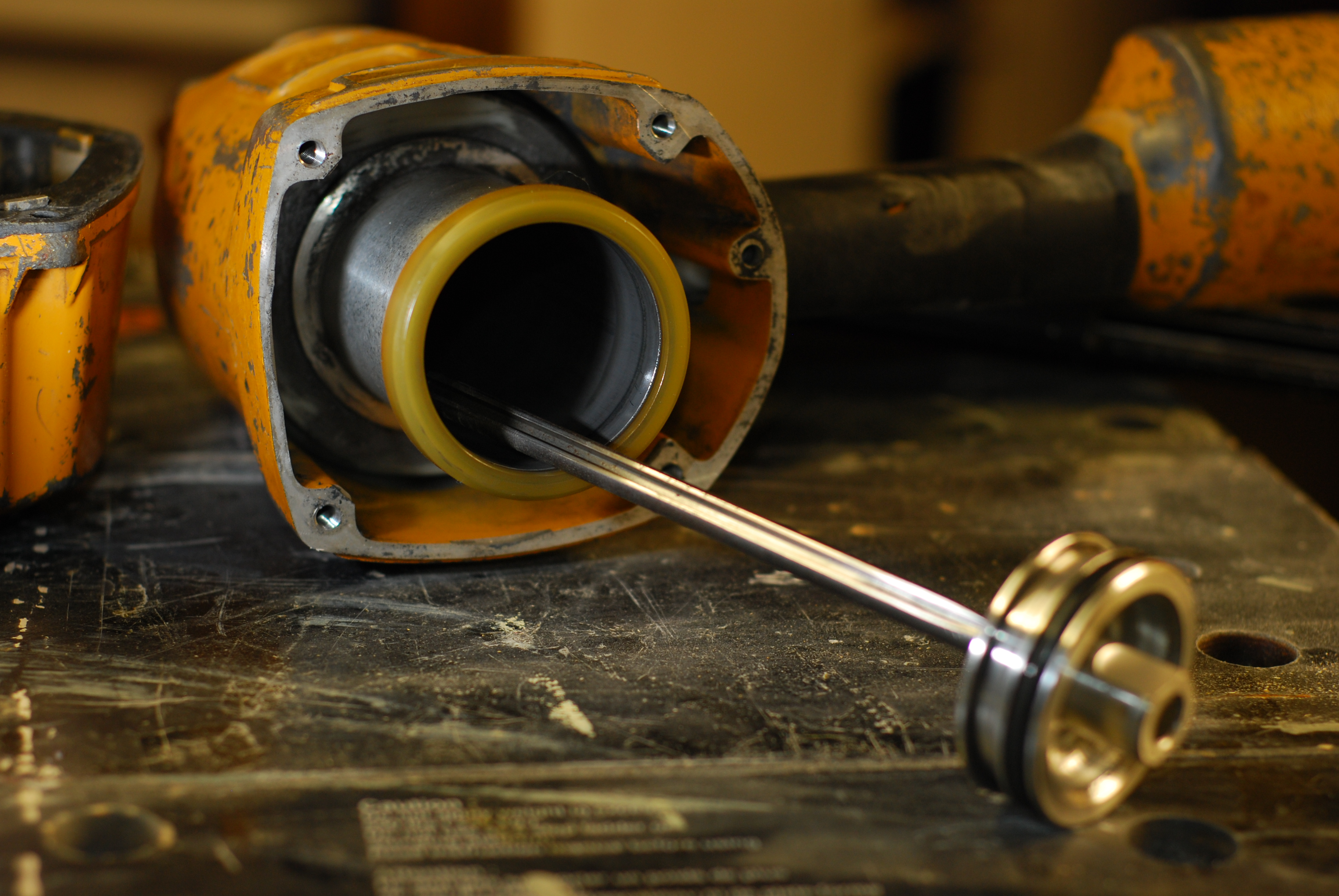
En la cabeza de la pistola, la cámara interior contiene el pistón que empuja el clavo.
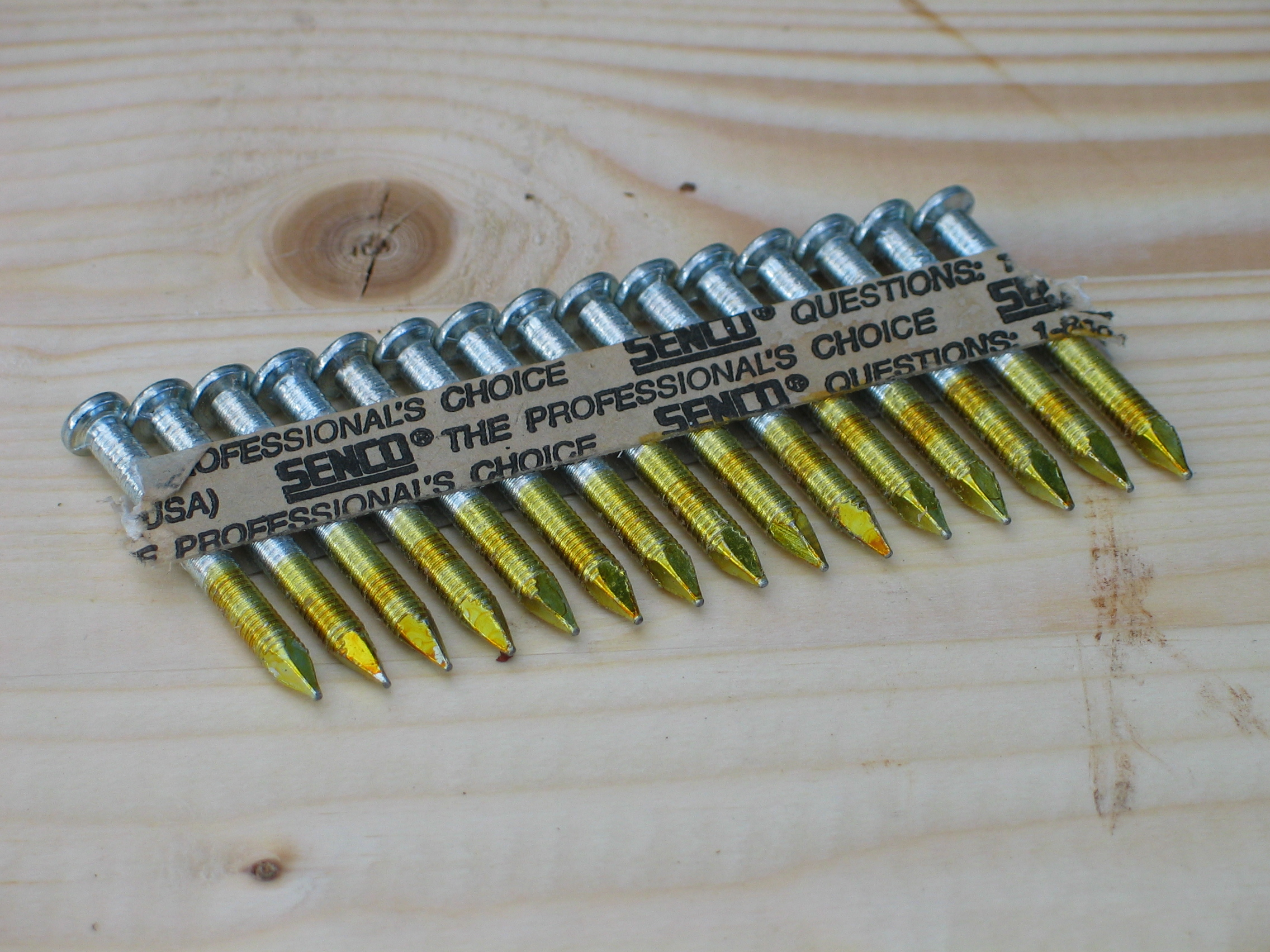
Cinta de clavos para pistola de clavos.
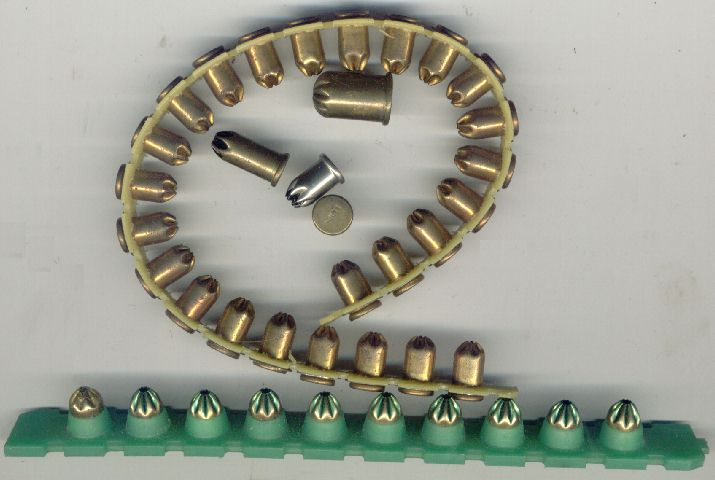
Cartuchos de fogueo sueltos y en cintas, utilizados en las pistolas de clavos accionadas mediante pólvora.